# Eidgenössische Kommission für Weltraumfragen
Die Eidgenössische Kommission für Weltraumfragen EKWF (französisch Commission fédérale pour les affaires spatiales CFAS, französisch Commissione federale per le questioni spaziali CFQS) ist eine schweizerische ausserparlamentarische Kommission, welche vom schweizerischen Staatssekretariat für Bildung, Forschung und Innovation (SBFI) geführt wird und ihre Zuständigkeit im Bereich Raumfahrt hat. Sie steht unter Aufsicht des Eidgenössischen Departements für Wirtschaft, Bildung und Forschung. Der derzeitige Präsident ist Daniel Fürst.

## Aufgaben
Die Eidgenössische Kommission für Weltraumfragen hat die Aufgabe, unter Abstimmung auf globaler Entwicklung und Berücksichtigung nationaler Interessen, den schweizerischen Bundesrat hinsichtlich einer „kohärenten“ und zukunftsorientierten Weltraumpolitik zu beraten und Massnahmen zur Umsetzung dieser Politik vorzuschlagen.
Zudem berät die EKWF die schweizerische Bundesverwaltung, bezüglich der Wertung von Anträgen von Projekten mit wissenschaftlicher oder technologischer Bedeutsamkeit.